# Liste der Bodendenkmäler in Lichtenfels (Oberfranken)
Auf dieser Seite sind die Bodendenkmäler in der oberfränkischen Gemeinde Lichtenfels zusammengestellt. Diese Tabelle ist eine Teilliste der Liste der Bodendenkmäler in Bayern. Grundlage ist die Bayerische Denkmalliste, die auf Basis des Bayerischen Denkmalschutzgesetzes vom 1. Oktober 1973 erstmals erstellt wurde und seither durch das Bayerische Landesamt für Denkmalpflege geführt wird. Die folgenden Angaben ersetzen nicht die rechtsverbindliche Auskunft der Denkmalschutzbehörde.

## Bodendenkmäler der Gemeinde Lichtenfels

### Gemarkung Buch a.Forst
| Lage                    | Objekt | Akten-Nr.     | Bild |
| ----------------------- | --- | ------------- | ---- |
| Buch a.Forst (Standort) | Freilandstation des Mesolithikums und Siedlung des Neolithikums.                                                                                                | D-4-5732-0050 |      |
| Buch a.Forst (Standort) | Siedlung des Neolithikums und der frühen Latènezeit. | D-4-5832-0029 |      |
| Buch a.Forst (Standort) | Archäologische Befunde im Bereich der mittelalterlichen, in der frühen Neuzeit erweiterten Evangelisch-Lutherischen Pfarrkirche St. Magdalena von Buch a.Forst. | D-4-5832-0201 |      |
| Buch a.Forst (Standort) | Archäologische Befunde im Bereich des über mittelalterlichem Kern in der frühen Neuzeit erbauten Schlosses in Buch a.Forst.                                     | D-4-5832-0202 |      |
| Buch a.Forst (Standort) | Siedlung vor- und frühgeschichtlicher Zeitstellung. | D-4-5832-0243 |      |

### Gemarkung Burgberg
| Lage                | Objekt | Akten-Nr.     | Bild |
| ------------------- | --- | ------------- | ---- |
| Burgberg (Standort) | Archäologische Befunde im Bereich der ehemalige Burg des hohen und späten Mittelalters sowie der frühen Neuzeit.                   | D-4-5832-0052 |      |
| Burgberg (Standort) | Archäologische Befunde im Bereich der im Kern mittelalterlichen, frühneuzeitlichen Katholischen Kapelle St. Jakob bei Lichtenfels. | D-4-5832-0199 |      |

### Gemarkung Forst Buch a.Forst
| Lage                          | Objekt                                                     | Akten-Nr.     | Bild |
| ----------------------------- | ---------------------------------------------------------- | ------------- | ---- |
| Forst Buch a.Forst (Standort) | Steinbruch des späten Mittelalters und der frühen Neuzeit. | D-4-5732-0082 |      |

### Gemarkung Grundfeld
| Lage                 | Objekt | Akten-Nr.     | Bild |
| -------------------- | --- | ------------- | ---- |
| Grundfeld (Standort) | Bestattungsplatz des Jungneolithikums, der Urnenfelderzeit und der Hallstattzeit sowie Siedlung der älteren Latènezeit. | D-4-5832-0161 |      |

### Gemarkung Isling
| Lage              | Objekt | Akten-Nr.     | Bild |
| ----------------- | --- | ------------- | ---- |
| Isling (Standort) | Archäologische Befunde im Bereich der mittelalterlichen und nach Zerstörung frühneuzeitlich wiederaufgebauten Katholischen Pfarrkirche St. Johannes Baptista von Isling. | D-4-5832-0007 |      |
| Isling (Standort) | Archäologische Befunde im Bereich der frühneuzeitlichen Katholischen Kapelle Hl. Kreuz bei Isling.                                                                       | D-4-5832-0204 |      |

### Gemarkung Kösten
| Lage              | Objekt                                                                                     | Akten-Nr.     | Bild |
| ----------------- | ------------------------------------------------------------------------------------------ | ------------- | ---- |
| Kösten (Standort) | Freilandstation des Paläolithikums und des Mesolithikums sowie Siedlung des Neolithikums.  | D-4-5832-0080 |      |
| Kösten (Standort) | Freilandstation des Paläolithikums und des Mesolithikums sowie Siedlung des Neolithikums.  | D-4-5832-0081 |      |
| Kösten (Standort) | Freilandstation des Mesolithikums sowie Siedlung des Neolithikums und der Urnenfelderzeit. | D-4-5832-0084 |      |
| Kösten (Standort) | Freilandstation des Paläolithikums sowie Siedlung des Jung- bis Endneolithikums.           | D-4-5832-0087 |      |
| Kösten (Standort) | Freilandstation des Paläolithikums und des Mesolithikums.                                  | D-4-5832-0091 |      |

### Gemarkung Köttel
| Lage              | Objekt                                                           | Akten-Nr.     | Bild |
| ----------------- | ---------------------------------------------------------------- | ------------- | ---- |
| Köttel (Standort) | Bestattungsplatz mit Grabhügeln vorgeschichtlicher Zeitstellung. | D-4-5932-0016 |      |
| Köttel (Standort) | Bestattungsplatz mit Grabhügeln vorgeschichtlicher Zeitstellung. | D-4-5932-0017 |      |
| Köttel (Standort) | Bestattungsplatz mit Grabhügeln vorgeschichtlicher Zeitstellung. | D-4-5932-0018 |      |
| Köttel (Standort) | Bestattungsplatz mit Grabhügeln vorgeschichtlicher Zeitstellung. | D-4-5932-0019 |      |
| Köttel (Standort) | Bestattungsplatz mit Grabhügel vorgeschichtlicher Zeitstellung.  | D-4-5932-0020 |      |
| Köttel (Standort) | Bestattungsplatz mit Grabhügeln vorgeschichtlicher Zeitstellung. | D-4-5933-0100 |      |
| Köttel (Standort) | Bestattungsplatz mit Grabhügeln vorgeschichtlicher Zeitstellung. | D-4-5933-0231 |      |

### Gemarkung Lahm b.Lichtenfels
| Lage                          | Objekt                                                           | Akten-Nr.     | Bild |
| ----------------------------- | ---------------------------------------------------------------- | ------------- | ---- |
| Lahm b.Lichtenfels (Standort) | Bestattungsplatz mit Grabhügel vorgeschichtlicher Zeitstellung.  | D-4-5932-0021 |      |
| Lahm b.Lichtenfels (Standort) | Bestattungsplatz mit Grabhügeln vorgeschichtlicher Zeitstellung. | D-4-5932-0022 |      |
| Lahm b.Lichtenfels (Standort) | Siedlung der Linearbandkeramik.                                  | D-4-5932-0023 |      |

### Gemarkung Langheim
| Lage                | Objekt                                                                                              | Akten-Nr.     | Bild |
| ------------------- | --------------------------------------------------------------------------------------------------- | ------------- | ---- |
| Langheim (Standort) | Bestattungsplatz mit Grabhügel vorgeschichtlicher Zeitstellung.                                     | D-4-5832-0106 |      |
| Langheim (Standort) | Bestattungsplatz mit Grabhügeln vorgeschichtlicher Zeitstellung.                                    | D-4-5832-0107 |      |
| Langheim (Standort) | Bestattungsplatz mit Grabhügel vorgeschichtlicher Zeitstellung.                                     | D-4-5832-0108 |      |
| Langheim (Standort) | Bestattungsplatz mit Grabhügeln vorgeschichtlicher Zeitstellung.                                    | D-4-5832-0109 |      |
| Langheim (Standort) | Abschnittsbefestigung vorgeschichtlicher oder frühmittelalterlicher Zeitstellung (Schwedenschanze). | D-4-5932-0001 |      |
| Langheim (Standort) | Bestattungsplatz mit Grabhügeln vorgeschichtlicher Zeitstellung.                                    | D-4-5932-0002 |      |
| Langheim (Standort) | Bestattungsplatz mit Grabhügel vorgeschichtlicher Zeitstellung.                                     | D-4-5932-0321 |      |

### Gemarkung Lichtenfels
| Lage                   | Objekt | Akten-Nr.     | Bild |
| ---------------------- | --- | ------------- | ---- |
| Lichtenfels (Standort) | Freilandstation des Mesolithikums, Siedlung des Jung- bis Endneolithikums, der Urnenfelderzeit, der Hallstattzeit und der frühen Latènezeit.                                      | D-4-5832-0057 |      |
| Lichtenfels (Standort) | Bestattungsplatz mit Grabhügeln vorgeschichtlicher Zeitstellung. | D-4-5832-0059 |      |
| Lichtenfels (Standort) | Bestattungsplatz karolingisch-ottonischer Zeitstellung. | D-4-5832-0061 |      |
| Lichtenfels (Standort) | Mittelalterlicher Turmhügel. | D-4-5832-0064 |      |
| Lichtenfels (Standort) | Bestattungsplatz mit Grabhügel vorgeschichtlicher Zeitstellung. | D-4-5832-0085 |      |
| Lichtenfels (Standort) | Archäologische Befunde im Bereich des frühneuzeitlichen Schlosses Kastenboden in Lichtenfels mit mittelalterlichem Vorgängerbau.                                                  | D-4-5832-0146 |      |
| Lichtenfels (Standort) | Archäologische Befunde im Bereich der mittelalterlichen und frühneuzeitlichen Katholischen Stadtpfarrkirche Mariae Himmelfahrt von Lichtenfels mit Bestattungen im Kirchhof.      | D-4-5832-0152 |      |
| Lichtenfels (Standort) | Archäologische Befunde der frühen Neuzeit im Bereich der ab 1798 errichteten ehemalige Synagoge von Lichtenfels.                                                                  | D-4-5832-0163 |      |
| Lichtenfels (Standort) | Archäologische Befunde im Bereich des ehemaligen jüdischen Friedhofs von Lichtenfels, angelegt 1840.                                                                              | D-4-5832-0174 |      |
| Lichtenfels (Standort) | Archäologische Befunde des Mittelalters und der frühen Neuzeit im Bereich der Altstadt von Lichtenfels mit ehemalige befestigter Kernstadt und unbefestigtem Vorstadtbereich.     | D-4-5832-0194 |      |
| Lichtenfels (Standort) | Archäologische Befunde im Bereich der spätmittelalterlichen, in der frühen Neuzeit erneuerten Stadtbefestigung in Lichtenfels mit Mauer und Stadtgraben.                          | D-4-5832-0195 |      |
| Lichtenfels (Standort) | Archäologische Befunde im Bereich der frühneuzeitlichen Katholischen Spitalkirche zur Schmerzhaften Muttergottes, ehemalige Hl. Geist, in Lichtenfels mit mittelalterlichem Kern. | D-4-5832-0196 |      |

### Gemarkung Mistelfeld
| Lage                  | Objekt | Akten-Nr.     | Bild |
| --------------------- | --- | ------------- | ---- |
| Mistelfeld (Standort) | Siedlung der späten Hallstattzeit und der frühen Latènezeit.                                                                                        | D-4-5832-0097 |      |
| Mistelfeld (Standort) | Archäologische Befunde im Bereich der spätmittelalterlichen, in der späten Neuzeit erweiterten Katholischen Pfarrkirche St. Andreas von Mistelfeld. | D-4-5832-0210 |      |

### Gemarkung Oberlangheim
| Lage                    | Objekt                                                                                | Akten-Nr.     | Bild |
| ----------------------- | ------------------------------------------------------------------------------------- | ------------- | ---- |
| Oberlangheim (Standort) | Bestattungsplatz mit Grabhügeln vorgeschichtlicher Zeitstellung.                      | D-4-5932-0003 |      |
| Oberlangheim (Standort) | Bestattungsplatz mit verebneten Grabhügeln vorgeschichtlicher Zeitstellung.           | D-4-5932-0004 |      |
| Oberlangheim (Standort) | Bestattungsplatz mit teilweise verebneten Grabhügeln vorgeschichtlicher Zeitstellung. | D-4-5932-0005 |      |
| Oberlangheim (Standort) | Bestattungsplatz mit verebnetem Grabhügel vorgeschichtlicher Zeitstellung.            | D-4-5932-0006 |      |

### Gemarkung Oberwallenstadt
| Lage                       | Objekt | Akten-Nr.     | Bild |
| -------------------------- | --- | ------------- | ---- |
| Oberwallenstadt (Standort) | Bestattungsplatz mit Grabhügel vorgeschichtlicher Zeitstellung. | D-4-5832-0051 |      |
| Oberwallenstadt (Standort) | Archäologische Befunde im Bereich der mittelalterlichen und frühneuzeitlichen Katholischen Kapelle St. Bartholomäus in Unterwallenstadt sowie Körpergräber des Mittelalters und der frühen Neuzeit. | D-4-5832-0062 |      |
| Oberwallenstadt (Standort) | Freilandstation des Mesolithikums und Siedlung des Neolithikums. | D-4-5832-0069 |      |
| Oberwallenstadt (Standort) | Freilandstation des Paläolithikums und Siedlung des Neolithikums. | D-4-5832-0071 |      |
| Oberwallenstadt (Standort) | Bestattungsplatz mit Grabhügel vorgeschichtlicher Zeitstellung. | D-4-5832-0073 |      |
| Oberwallenstadt (Standort) | Freilandstation des Paläolithikums und des Mesolithikums sowie Siedlung des Jung- bis Endneolithikums.                                                                                              | D-4-5832-0128 |      |
| Oberwallenstadt (Standort) | Freilandstation des Paläolithikums. | D-4-5832-0137 |      |

### Gemarkung Rothmannsthal
| Lage                     | Objekt | Akten-Nr.     | Bild |
| ------------------------ | --- | ------------- | ---- |
| Rothmannsthal (Standort) | Bestattungsplatz mit Grabhügeln vorgeschichtlicher Zeitstellung. | D-4-5932-0024 |      |
| Rothmannsthal (Standort) | Bestattungsplatz mit Grabhügeln vorgeschichtlicher Zeitstellung. | D-4-5932-0025 |      |
| Rothmannsthal (Standort) | Bestattungsplatz mit Grabhügeln vorgeschichtlicher Zeitstellung. | D-4-5932-0027 |      |
| Rothmannsthal (Standort) | Archäologische Befunde des Mittelalters und der frühen Neuzeit im Bereich der Katholischen Kuratiekirche Mariae Himmelfahrt von Rothmannsthal mit ummauerten Kirchhof. | D-4-5932-0286 |      |

### Gemarkung Roth
| Lage            | Objekt | Akten-Nr.     | Bild |
| --------------- | --- | ------------- | ---- |
| Roth (Standort) | Archäologische Befunde im Bereich des ehemaligen mittelalterlichen und frühneuzeitlichen Zisterzienserklosters Langheim, gegründet 1132.                                                                                     | D-4-5832-0164 |      |
| Roth (Standort) | Untertägige Teile der mittelalterlichen und frühneuzeitlichen Katharinenkapelle des ehemaligen Zisterzienserklosters Langheim sowie Bestattungen der frühen Neuzeit.                                                         | D-4-5832-0165 |      |
| Roth (Standort) | Archäologische Befunde im Bereich der frühneuzeitlichen Verwaltungs- und Ökonomiegebäude des ehemaligen Zisterzienserklosters Langheim.                                                                                      | D-4-5832-0166 |      |
| Roth (Standort) | Mittelalterliche Vorgängerbauten und untertägige Teile der frühneuzeitlichen Friedhofskapelle des ehemaligen Zisterzienserklosters Langheim, errichtet 1626; jetzt Katholischen Filialkirche St. Maria, Petrus und Bernhard. | D-4-5832-0167 |      |
| Roth (Standort) | Archäologische Befunde der mittelalterlichen Klosterkirche (Münster) des ehemaligen Zisterzienserklosters Langheim, 1326 geweiht.                                                                                            | D-4-5832-0168 |      |

### Gemarkung Schney
| Lage              | Objekt | Akten-Nr.     | Bild |
| ----------------- | --- | ------------- | ---- |
| Schney (Standort) | Freilandstation des Paläolithikums und des Mesolithikums sowie Siedlung des Neolithikums, der Urnenfelderzeit, der Hallstattzeit und der Frühlatènezeit. | D-4-5832-0032 |      |
| Schney (Standort) | Freilandstation des Paläolithikums und Siedlung vorgeschichtlicher Zeitstellung.                                                                         | D-4-5832-0035 |      |
| Schney (Standort) | Siedlung des Neolithikums. | D-4-5832-0036 |      |
| Schney (Standort) | Freilandstation des Jungpaläolithikums und Siedlung der Hallstattzeit.                                                                                   | D-4-5832-0045 |      |
| Schney (Standort) | Freilandstation des Mesolithikums sowie Siedlung des Neolithikums, der späten Hallstattzeit und der frühen Latènezeit.                                   | D-4-5832-0047 |      |
| Schney (Standort) | Siedlung der späten Hallstattzeit und frühen Latènezeit.                                                                                                 | D-4-5832-0048 |      |
| Schney (Standort) | Freilandstation des Mesolithikums. | D-4-5832-0050 |      |
| Schney (Standort) | Siedlung vor- und frühgeschichtlicher Zeitstellung. | D-4-5832-0151 |      |
| Schney (Standort) | Bestattungsplatz mit Grabhügeln vorgeschichtlicher Zeitstellung mit Bestattungen der Hallstattzeit.                                                      | D-4-5832-0162 |      |
| Schney (Standort) | Archäologische Befunde im Bereich der mittelalterlichen und frühneuzeitlichen Evangelisch-Lutherischen Pfarrkirche St. Maria von Schney.                 | D-4-5832-0218 |      |
| Schney (Standort) | Archäologische Befunde im Bereich des frühneuzeitlichen Schlosses in Schney mit mittelalterlicher Burg als Vorgängerbau.                                 | D-4-5832-0219 |      |
| Schney (Standort) | Archäologische Befunde im Bereich der frühneuzeitlichen Evangelisch-Lutherischen Friedhofskapelle ehemalige St. Antonius.                                | D-4-5832-0220 |      |

### Gemarkung Seubelsdorf
| Lage                   | Objekt | Akten-Nr.     | Bild |
| ---------------------- | --- | ------------- | ---- |
| Seubelsdorf (Standort) | Bestattungsplatz mit Grabhügeln vorgeschichtlicher Zeitstellung mit Bestattungen der mittleren Bronzezeit. | D-4-5832-0095 |      |

### Gemarkung Stetten
| Lage               | Objekt                                                                                                  | Akten-Nr.     | Bild |
| ------------------ | --- | ------------- | ---- |
| Stetten (Standort) | Bestattungsplatz mit Grabhügeln vorgeschichtlicher Zeitstellung mit Bestattungen der frühen Latènezeit. | D-4-5831-0039 |      |
| Stetten (Standort) | Bestattungsplatz mit Grabhügel vorgeschichtlicher Zeitstellung.                                         | D-4-5832-0094 |      |

### Gemarkung Trieb
| Lage             | Objekt | Akten-Nr.     | Bild |
| ---------------- | --- | ------------- | ---- |
| Trieb (Standort) | Mittelalterlicher Turmhügel.                                                                                      | D-4-5832-0076 |      |
| Trieb (Standort) | Siedlung des Endneolithikums und der römischen Kaiserzeit.                                                        | D-4-5832-0077 |      |
| Trieb (Standort) | Freilandstation des Mesolithikums.                                                                                | D-4-5832-0079 |      |
| Trieb (Standort) | Freilandstation des Mesolithikums.                                                                                | D-4-5832-0134 |      |
| Trieb (Standort) | Archäologische Befunde im Bereich des frühneuzeitlichen Schlösschens in Trieb mit mittelalterlichem Vorgängerbau. | D-4-5832-0225 |      |

### Gemarkung Uetzing
| Lage               | Objekt                                                           | Akten-Nr.     | Bild |
| ------------------ | ---------------------------------------------------------------- | ------------- | ---- |
| Uetzing (Standort) | Bestattungsplatz mit Grabhügeln vorgeschichtlicher Zeitstellung. | D-4-5932-0038 |      |
| Uetzing (Standort) | Siedlung der frühen bis mittleren Bronzezeit.                    | D-4-5932-0250 |      |